# Inferentie (statistiek)
Het begrip inferentie duidt in de statistiek op het generaliseren van waarnemingen, kenmerken, eigenschappen uit steekproeven naar de gehele populatie. Inferentie is de theorie, methode en toepassing van het vormen van oordelen over de parameters van een populatie en de betrouwbaarheid van statistische relaties. Doorgaans wordt dit, op basis van aselecte steekproeven, gekoppeld met een uitspraak over de statistische onzekerheid.

## Voorbeeld
Een voorbeeld: uit de resultaten van een willekeurige steekproef van 1000 onderzochte personen blijkt dat 14% van de ondervraagden werkloos is. Mogelijke inferenties zijn dan:
- Puntschatter: 14% van de populatie is werkloos.
- Betrouwbaarheidsinterval: bij een gegeven kansverdeling en een beoogde betrouwbaarheid van 95% dat het werkloosheidspercentage in de populatie tussen de 11,8% en 16,2% ligt.
- Uitspraak over een statistische hypothese: de hypothese H dat 10% van de bevolking werkloos is, met rechtseenzijdig alternatief, wordt verworpen.

Inferenties in andere vormen, zoals een verdelingsuitspraak, credibiliteitsinterval of classificatie zijn ook mogelijk.